# 1896

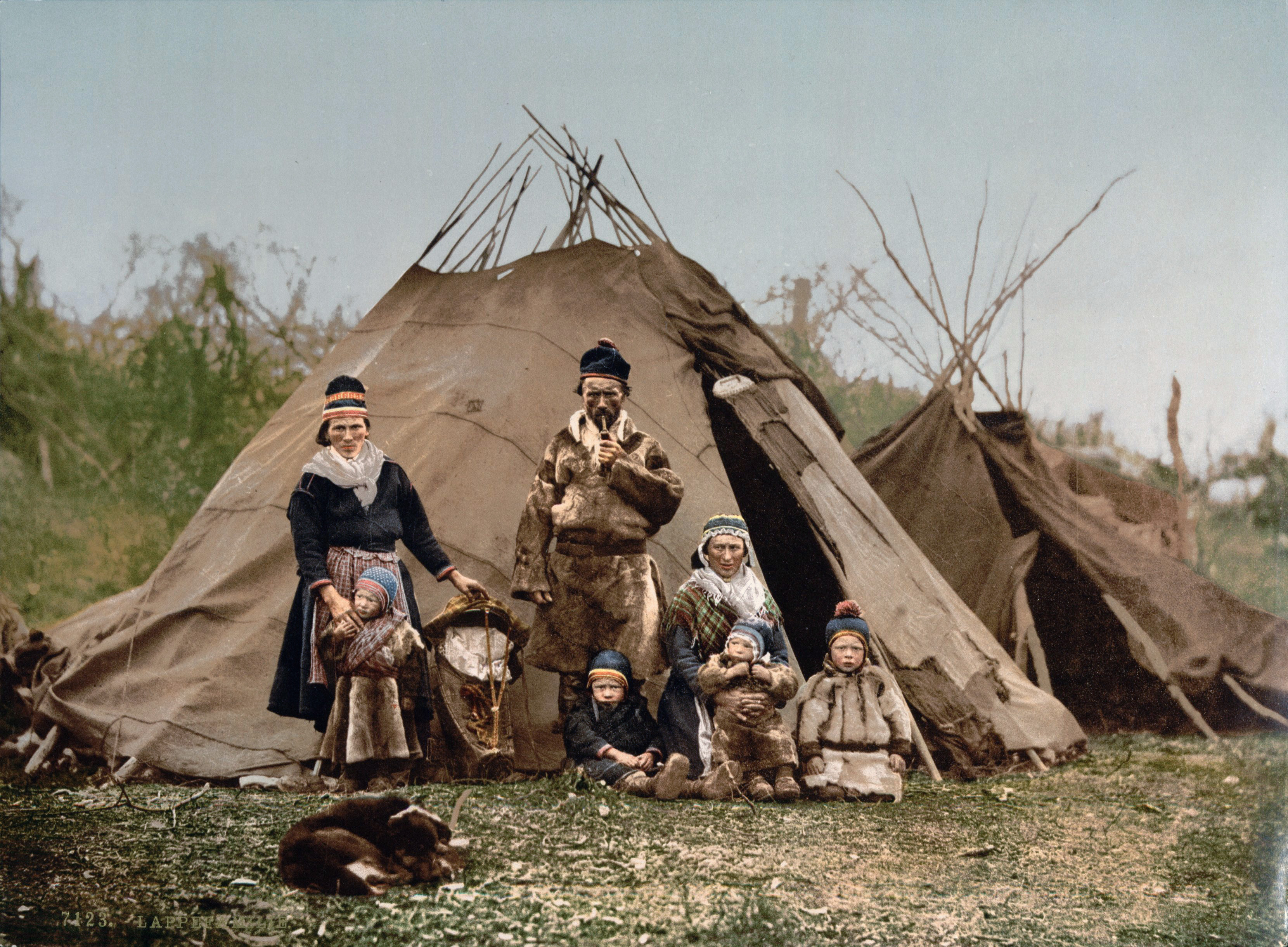
Een Samen-familie in Noorwegen voor een Lavvu in of rond 1896

Het jaar 1896 is het 96e jaar in de 19e eeuw volgens de christelijke jaartelling.

## Gebeurtenissen
januari
- 2 - Wanneer de Britten van de Jameson Raid Doornkop bereiken, worden zij opgewacht door een Boerencommando met zware artillerie. Leander Starr Jameson verliest ongeveer dertig man, voor hij zich overgeeft. Zijn troepen worden opgesloten in Pretoria.
- 4 - Utah wordt een staat van de Verenigde Staten.
- 5 - De Wiener Presse maakt Wilhelm Röntgens ontdekking van de röntgenstraling bekend.
- De gebroeders Lumière vertonen hun spectaculaire korte film L'Arrivée d'un train en gare de La Ciotat, ofwel "het filmpje van de aanstormende locomotief".

februari
- 1 - Onder directie van Arturo Toscanini gaat in het Teatro Regio in Turijn de opera La bohème van Puccini in première.
- 9 - Het eerste WK Kunstschaatsen vindt plaats in Sint-Petersburg in Rusland.
- 25 - Paul de Smet de Naeyer wordt premier van België.

maart
- 1 - Slag bij Adwa: de Italianen worden verslagen in Abessynië (nu Ethiopië) bij Adua. De Italiaanse poging Abessynië te veroveren mislukt.
- 1 - Antoine Henri Becquerel ontdekt de radioactiviteit.
- 1 - De gebroeders Lumière geven hun eerste filmvoorstelling buiten Frankrijk in de Brusselse Sint-Hubertusgalerij. Op 22 maart zijn ze in Gent.
- 20 - 141 kolonisten worden vermoord in Matabeleland, waarmee een aanzet wordt gegeven voor de tweede Matabelenoorlog.
- 26 - Bij een explosie in de Brunner-mijn in Nieuw-Zeeland vallen 65 doden.
- 27 - De Atjehese bendeleider Teukoe Oemar trekt zich met de van het Nederlandse gouvernement ontvangen wapens terug in de binnenlanden en hervat de guerrillastrijd tegen het Koninklijk Nederlandsch-Indisch Leger.

april
- 1 - In Utrecht wordt de Steenkolen Handelsvereniging opgericht. De onderneming krijgt van het Rheinisch-Westfälische Kohlensyndikat het monopolie op de verhandeling van per spoor aangevoerde steenkool in Nederland.
- 6-15 - De eerste moderne Olympische Spelen, in het Griekse Athene. Zie: Olympische Zomerspelen 1896.
- 10 - Als onderdeel van de Olympische Spelen wordt voor het eerst een marathon gelopen. De Griekse boerenzoon Spiridon Louis finisht in 2:58.50, onderweg gevoed met wijn, melk, bier, paaseieren en sinaasappelsap.
- 19 - De wielerklassieker Parijs-Roubaix wordt voor het eerst verreden.
- april - De Weense journalist Theodor Herzl publiceert Der Judenstaat, waarin hij onder invloed van de Dreyfusaffaire de totstandkoming van een Joodse staat bepleit.

mei
- 1 - De shah van Perzië, Naser ed-Din Kadjar, wordt vermoord door Mirza Reza Kermani, een aanhanger van de pan-islamist Jamal al-Din al-Afghani, als hij aan het bidden is bij het graf van zijn voorvaderen.
- 11 - In verband met de havenstaking in Rotterdam wordt een samenscholingsverbod uitgevaardigd.
- 17 - De Franse amateurwielrenner Eugène Prévost wint de eerste editie van de eendagsklassieker Parijs-Tours.
- 18 De eerste auto arriveert in Nederland, in Arnhem. Een Benz Victoria van de firma Benz en Co uit Mannheim voor de hoffotograaf Adolphe Zimmermans.
- 26 - Kroning van tsaar Nicolaas II van Rusland.
- 30 - De Chodynkatragedie vindt plaats in Moskou. Hierbij komen 1.389 mensen om het leven.

juni
- 2 - De Italiaan Marconi krijgt in het Verenigd Koninkrijk patent op de draadloze telegrafie.
- 7 - Op Sacramentsdag wordt in Barcelona een bom gegooid naar de processie die de kerk binnengaat. De bisschop en de commandant van Barcelona blijven ongedeerd, maar er vallen elf doden en 45 gewonden.
- 15 - Bij Sanrikoe (Japan) ontstaan seismische zeegolven als gevolg van een aardbeving. Er vallen 29.000 slachtoffers.
- 30 - Het Afrikaanse koninkrijk Ankole wordt een Brits protectoraat.
- Breuk in de liberale kamerclub in Nederland om het wetsontwerp tot kiesuitbreiding van minister Van Houten. De Club-Pyttersen scheidt zich af.

juli
- 5 en 12 - Er worden parlementsverkiezingen gehouden in vijf Belgische provincies. De Katholieke Partij versterkt haar absolute meerderheid, terwijl de liberalen verder verliezen.
- 15 - Christiaan Slieker geeft als eerste Nederlandse reisbioscoophouder op de Leeuwardense kermis zijn eerste voorstelling.
- 16 - Het Evangelie van Maria Magdalena en andere vroeg-christelijke teksten worden getoond aan de Pruisische Academie van Wetenschappen. Ze zijn in januari door een Duitser gekocht in Caïro.
- juli - De Canadese regering van de Conservatief Charles Tupper valt over de kwestie van rechten van Franstalige katholieken in Manitoba.

augustus
- 9 - De Duitse luchtvaartpionier Otto Lilienthal verongelukt met zijn dubbeldekker zweefvliegtuig en sterft de volgende dag.
- 12 - Voetbalclub Willem II wordt opgericht in Tilburg.
- 16 - In Bonanza Creek, Yukon, Canada, wordt goud gevonden, wat het volgend jaar zal leiden tot de Klondike Goldrush.
- 17 - oprichting van de Noordbrabantse Christelijke Boerenbond op initiatief van pater Van den Elsen.
- 27 - De Britten veroveren Ashanti, dat een onderdeel zal worden van de Britse Goudkust.
- In augustus breekt de Filipijnse Revolutie uit.

september
- 1 - In Nederland treedt de Faillissementswet in werking.

oktober
- 5 - Amsterdam en Rotterdam worden telefonisch verbonden met Bremen.
- 7 - In Parijs leggen president Faure en tsaar Nicolaas II de eerste steen voor de Pont Alexandre-III. De tsaar is op staatsbezoek om de Frans-Russische Alliantie te bezegelen.
- 16 - In Nederland verschijnt het eerste nummer van het feministisch tijdschrift Belang en Recht, onder redactie van Henriëtte van der Mey.
- 26 - Italië en Abessinië sluiten een voorlopige vrede, die een einde maakt aan de Eerste Italiaans-Ethiopische Oorlog.
- In oktober l896 leidt een ontmoeting tussen Jules Lemire, Léon Gruel en Joseph Goemare tot de oprichting van volkstuinverenigingen in Frankrijk (1897) en België (1899).In België wordt dit later het Werk van den Akker en den Haard, later omgevormd tot De Vlaamse Volkstuin, tegenwoordig Tuinhier vzw.

november
- november - Verschijning van de "Catalogue prix-courant de timbres-poste par Yvert et Tellier (‘Catalogus van actuele

prijzen van postzegels door Yvert en Tellier’). 
december
- 1 - Amsterdam en Rotterdam worden telefonisch verbonden met Hamburg.
- 3 - Herman Hollerith sticht de Tabulating Machines Company, voorloper van het huidige IBM.
- 10 - Alfred Nobel overlijdt. Bij testament bestemt hij het grootste deel van zijn vermogen (32 miljoen Zweedse kronen) voor een op te richten Nobelstichting. De rente van dit kapitaal zal elk jaar in vijf gelijke delen verdeeld worden onder hen die zich speciaal verdienstelijk hebben gemaakt op het gebied van: vrede, letterkunde, geneeskunde, natuurkunde en scheikunde (de Nobelprijzen).
- 30 - De Filipijnse dichter en nationale held José Rizal wordt door de Spanjaarden geëxecuteerd.

zonder datum
- De Nederlandse regering verklaart het op het westelijkste eilandje van Nederlands-Indië Weh gelegen Sabang tot vrijhaven om zo de Engelse havenstad Penang op Malakka de loef af te steken.
- Pieter Zeeman ontdekt het zeemaneffect.
- Svante Arrhenius ontdekt het broeikaseffect.

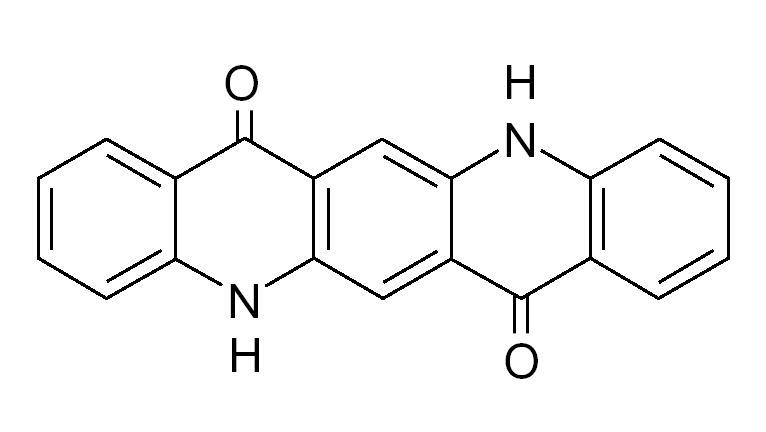
Chinacridon

- Chinacridon (Quinacridone) wordt ontdekt.
- Arthur Vierendeel De Belg Arthur Vierendeel ontwerpt een lichtere en minder arbeidsintensieve variant op de vakwerkligger, de Vierendeelligger. Deze ligger bezit geen diagonale stijlen maar kan door toepassing van momentvaste knopen toch de benodigde buigstijfheid garanderen. Verscheidene spoorbruggen in België zijn geconstrueerd volgens het Vierendeelligger principe.
- Boedapest krijgt als eerste stad op het vasteland van Europa een metro.
- De Nederlandse tropenarts Christiaan Eijkman stelt vast dat kippen die worden gevoerd met gepelde rijst, de ziekte beriberi krijgen, en kippen die ongepelde rijst eten, niet. Zijn bevinding was de eerste stap naar de ontdekking van Vitamine B.
- Meerdere theaters speciaal voor het draaien van films worden geopend.
- In Caïro wordt het evangelie van Maria Magdalena ontdekt. De eerste zes pagina's ontbreken en het te lezen deel begint in het midden van een gesprek tussen de opgestane Jezus en zijn leerlingen.
- De N.V. Oranje begint in Amsterdam met de winning van etherische oliën.
- De 44-jarige timmerman Jack Bury vindt het dartbord uit met zijn nummering.
- De Britse verkeerswet voor automobielen wordt gewijzigd. De maximumsnelheid wordt van 6,5 km/h verhoogd tot 25 km/h, met beperkende bepalingen tot 20 km/h. Om dit besluit te vieren organiseert Harry Lawson de eerste Londen-Brighton rit.
- In het najaar wordt tussen het spoorstation Nuenen en Eeneind het eerste fietspad van Nederland aangelegd.Bron De Dreijhornnickels

## Muziek
- Paul Dukas componeert zijn Symfonie in C.
- Johannes Brahms componeert Elf Preludes voor orgel, Opus 122
- Sergej Rachmaninov componeert de Symfonie nr 1, Opus 13
- Franz Lehár componeert de opera Kukuška
- De Britse componist Edward Elgar componeert From the Bavarian Highlands, opus 27
- 9 januari: Dokka van Arne Garborg en Johan Halvorsen is voor het eerste te horen.
- 24 maart: het toneelstuk Vasantasena is te zien in Bergen met muziek van Johan Halvorsen
- 28 maart: eerste voorstelling van Andrea Chénier van Umberto Giordano
- 26 september: Tre Ungarske studier van Agathe Backer-Grøndahl is voor het eerst te horen
- 30 oktober: het Derde vioolconcert van Tor Aulin is voor het eerst te horen.
- 27 november - Première van Also sprach Zarathustra, symfonisch gedicht van Richard Strauss

## Beeldende kunst

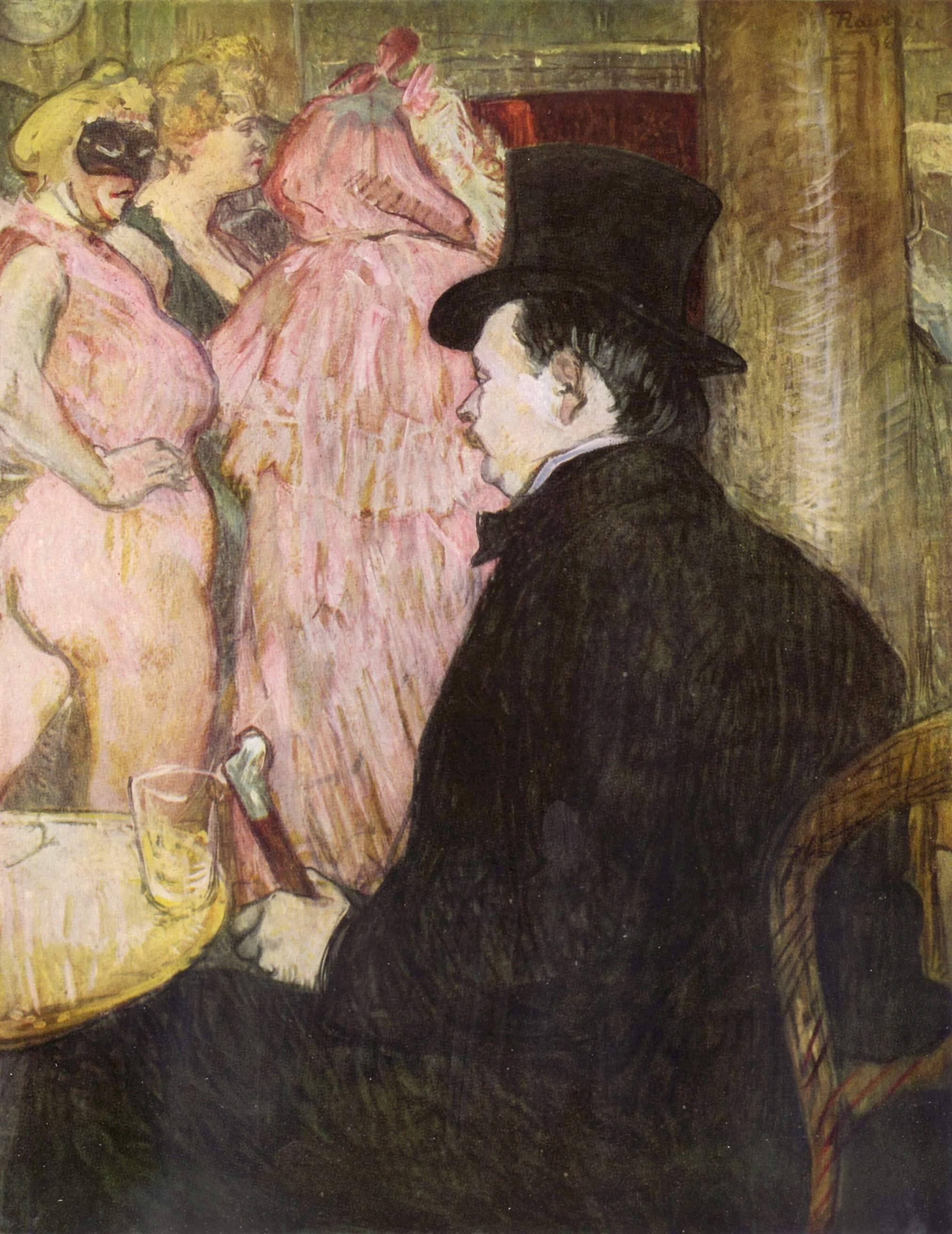
Maxime Dethomas: Au Bal de l'Opera (1896) Henri de Toulouse-Lautrec, National Gallery of Art
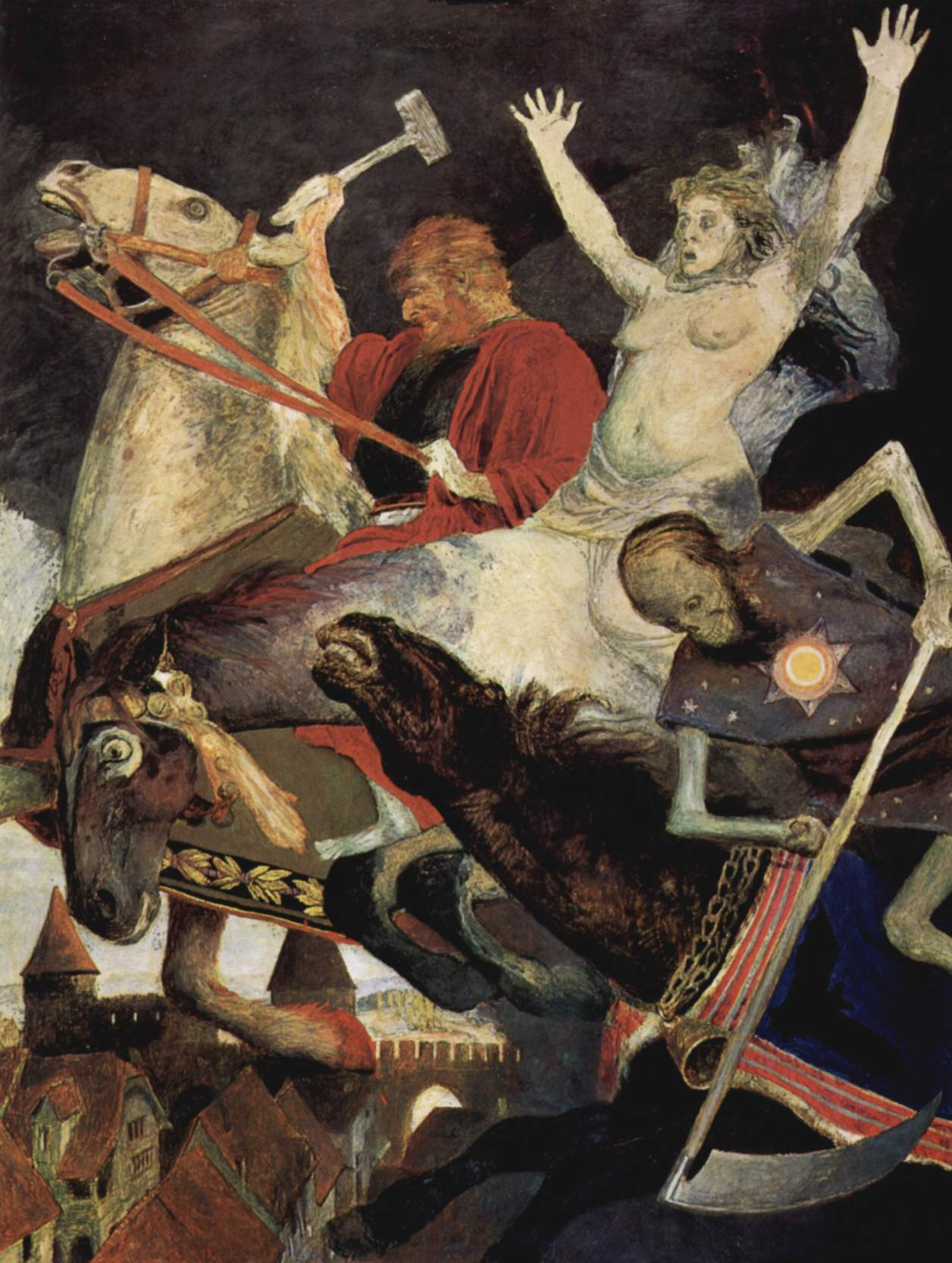
Der Krieg (1896) Arnold Böcklin, Kunsthaus Zürich
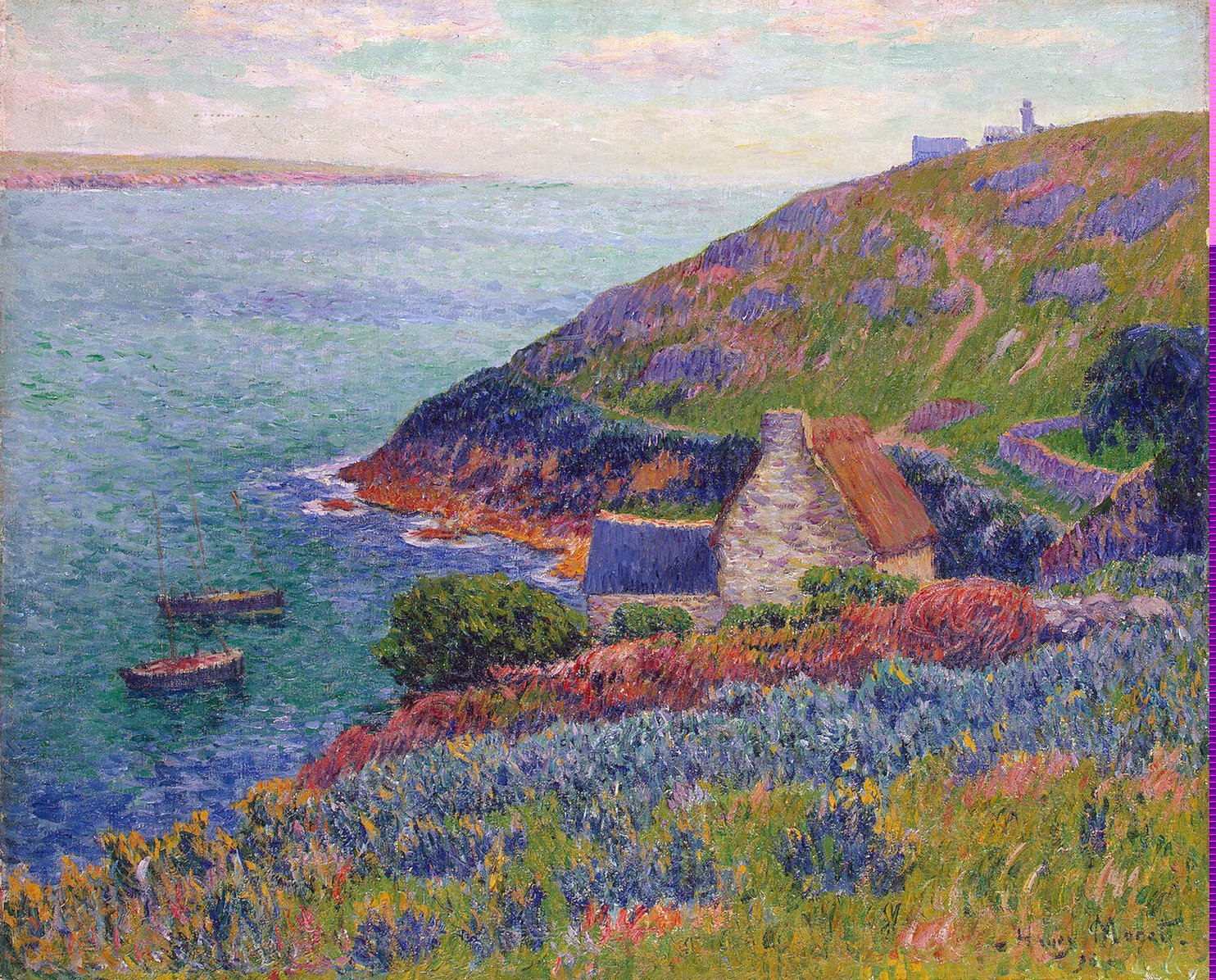
Port-Manech (1896) Henry Moret

## Bouwkunst

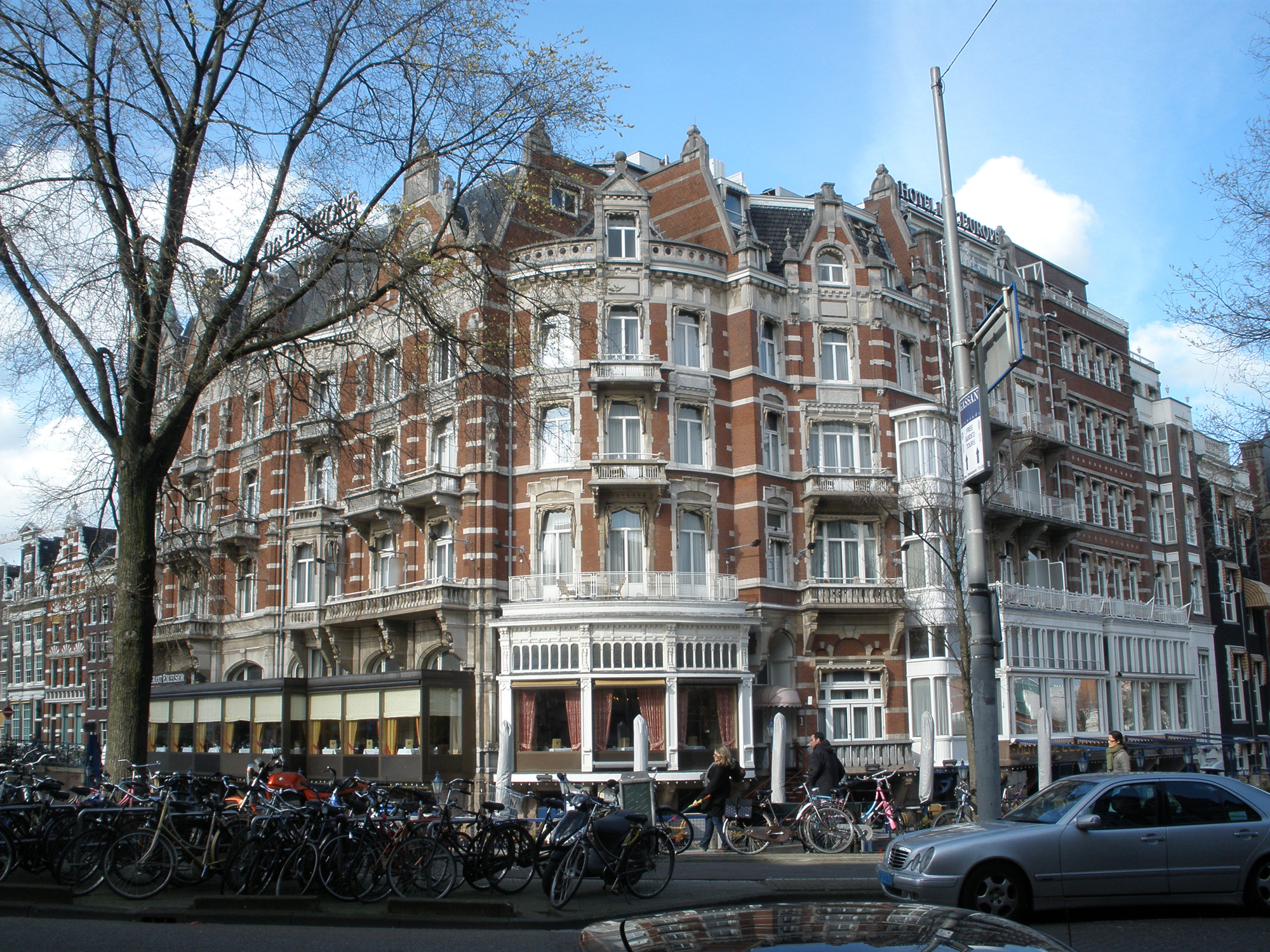
Hotel de l'Europe, Amsterdam Willem Hamer jr.
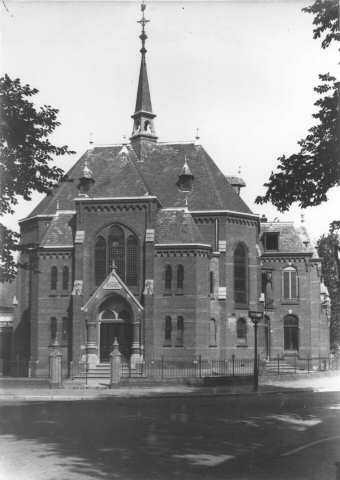
Lutherse Kerk (Nijmegen), Derk Semmelink

## Geboren

### januari
- 1 - Jo Einaar, Surinaams diplomaat (overleden 1977)
- 1 - Teinosuke Kinugasa, Japans filmregisseur (overleden 1982)
- 2 - Piet Ikelaar, Nederlands wielrenner (overleden 1992)
- 2 - Dziga Vertov, Russisch regisseur (overleden 1954)
- 4 - André Masson, Frans schilder (overleden 1987)
- 4 - Hendrik Mulderije, Nederlands politicus (overleden 1970)
- 7 - Arnold Ridley, Brits toneelschrijver en acteur (overleden 1984)
- 12 - Jos Callaerts, Belgisch schilder (overleden 1965)
- 14 - John Dos Passos, Amerikaans roman- en toneelschrijver, dichter en beeldend kunstenaar (overleden 1970)
- 18 - Ville Ritola, Fins atleet en olympisch kampioen (1924) (overleden 1982)
- 17 - Joseph du Château, Belgisch politicus en burgemeester (overleden 1968)
- 20 - George Burns (Nathan Birnbaum), Amerikaans komiek (overleden 1996)
- 21 - Paula Hitler, Oostenrijks zus van Adolf Hitler (overleden 1960)
- 22 - Norman Gilroy, Australisch kardinaal (overleden 1977)
- 26 - Dio Rovers, Nederlands kunstschilder, tekenaar en kunstdocent (overleden 1990)

### februari
- 1 - Anastasio Somoza García, Nicaraguaans politicus; president 1937-1956  (overleden 1956)
- 4 - Friedrich Hund, Duits natuurkundige (overleden 1997)
- 10 - John Harding, Brits maarschalk (overleden 1989)
- 10 - Eugène Rellum, Surinaams dichter (overleden 1989)
- 11 - Józef Kałuża, Pools voetballer (overleden 1944)
- 11 - Gunnar Lindström, Zweeds atleet (overleden 1951)
- 11 - Aaron Pollitz, Zwitsers voetballer (overleden 1977)
- 11 - Powell (René Joannes), Belgisch atleet (overleden 1940)
- 13 - Franciscus van Ostaden, Nederlands auteur (overleden 1961)
- 16 - Eugénie Blanchard, oudste mens ter wereld (overleden 2010)
- 19 - André Breton, Frans surrealistisch dichter en essayist (overleden 1966)
- 21 - Sylvain Poons, Nederlands zanger en acteur (overleden 1985)
- 22 - Paul van Ostaijen, Belgisch dichter (overleden 1928)
- 25 - Ida Noddack, Duits schei- en natuurkundige (overleden 1978)
- 26 - Eduard Flipse, Nederlands dirigent en componist (overleden 1973)
- 28 - Philip Showalter Hench, Amerikaans arts en Nobelprijswinnaar (overleden 1965)
- 29 - Morarji Desai, Indiaas politicus en premier (overleden 1995)
- 29 - Wladimir Vogel, Zwitsers componist, muziekpedagoog en pianist (overleden 1984)
- 29 - William A. Wellman, Amerikaans filmregisseur (overleden 1975)
- 29 - Derk Zijlker, Nederlands voetballer (overleden 1942)

### maart
- 2 - Jan de Vries, Nederlands atleet (overleden 1939)
- 6 - Norodom Suramarit, Cambodjaans koning (overleden 1960)
- 15 - Esteban Abada, Filipijns senator (overleden 1954)
- 17 - Nico Treep, Nederlands violist en dirigent (overleden 1945)
- 18 - Derk Spitzen, Nederlands politicus en topambtenaar (overleden 1957)
- 30 - Lado Goediasjvili, Georgisch kunstschilder (overleden 1980)

### april
- 1 - John Pandellis, Grieks-Nederlands kunstschilder en decorbouwer (overleden 1965)
- 2 - Oscar van Rappard, Nederlands atleet (overleden 1962)
- 7 - Frits Peutz, Nederlands architect (overleden 1974)
- 8 - Yip Harburg (1896-1981), Amerikaans songwriter (overleden 1981)
- 10 - Jean-Baptiste Piron, Belgisch militair (overleden 1974)
- 10 - Cor Wezepoel, Nederlands atleet (overleden 1954)
- 16 - Tristan Tzara, Roemeens dichter en essayist (overleden 1963)
- 21 - Victoria Forde, Amerikaans actrice (overleden 1964)
- 21 - Truus Wijsmuller-Meijer, Nederlands verzetsvrouw (overleden 1978)
- 23 - Dmitri Maksoetov, Russisch opiticus en astronoom (overleden 1964)
- 26 - Matthieu van Eysden, Nederlands acteur (overleden 1970)
- 26 - Ernst Udet, Duits generaal en oorlogsvlieger (overleden 1941)
- 29 - Jan Hoogland, Nederlands politicus (PvdA) (overleden 1980)

### mei
- 1 - Mark Clark, Amerikaans militair (overleden 1984)
- 3 - Fons Aler, Nederlands topfunctionaris en militair (overleden 1981)
- 3 - Helena van Griekenland, Grieks prinses, kroonprinses van Roemenië (overleden 1982)
- 13 - Charles Pahud de Mortanges, Nederlands ruiter en meervoudig olympisch kampioen (overleden 1971)
- 23 - Felix Steiner, Duits generaal (overleden 1966)
- 29 - Cesar Bengzon, Filipijns rechter (overleden 1990)
- 30 - Howard Hawks, Amerikaans regisseur (overleden 1977)

### juni
- 5 - Antonio Ejercito, Filipijns medisch onderzoeker (overleden 1959)
- 6 - Henry Allingham, Britse oorlogsveteraan (Eerste Wereldoorlog) en oudste man ter wereld (overleden 2009)
- 7 - Robert Mulliken, Amerikaans natuur- en scheikundige en Nobelprijswinnaar (overleden 1986)
- 7 - Louis Noiret, Nederlands zanger, pianist, tekstschrijver en componist (overleden 1968)
- 19 - Wallis Simpson, Brits hertogin van Windsor (overleden 1986)
- 21 - Nico Rost, Nederlands schrijver, vertaler, journalist en verzetsman (overleden 1967)

### juli
- 3 - Jose Cojuangco sr., Filipijns politicus en grootgrondbezitter (overleden 1976)
- 9 - Maria Gomes Valentim, was oudste vrouw ter wereld (overleden 2012)
- 10 - Georg Trump, Duits kunstenaar, typograaf, letterontwerper, schilder en docent (overleden 1985)
- 14 - Ru Paré, Nederlands verzetsstrijdster en kunstschilderes (overleden 1972)
- 16 - Maurits Dekker, Nederlands roman- en toneelschrijver (overleden 1962)
- 16 - Federico Gay, Italiaans wielrenner (overleden 1989)
- 16 - Trygve Lie, Noors secretaris-generaal der Verenigde Naties (overleden 1968)
- 20 - Eunice Sanborn, Amerikaanse, beschouwd als oudste mens ter wereld (overleden 2011)
- 26 - Tim Birkin, Brits autocoureur (overleden 1933)
- 26 - Agnes Nolte, Nederlands docente en politica (overleden 1976)
- 29 - Jan Zwartendijk, Nederlands bedrijfsleider en diplomaat (overleden 1976)

### augustus
- 3 - Artur Marczewski, Pools voetballer (overleden 1945)
- 9 - Jean Piaget, Zwitsers psycholoog (overleden 1980)
- 12 - Achilles Mussche, Belgisch dichter, essayist en (toneel)schrijver (overleden 1974)
- 14 - Julien Lehouck, Belgisch atleet, burgemeester en weerstander (overleden 1944)
- 17 - Hendrik de Vries, Nederlands dichter en kunstschilder (overleden 1989)
- 18 - Jack Pickford, Canadees acteur, Hollywoods eerste "bad boy" (overleden 1933)
- 26 - Besse Cooper, was oudste mens ter wereld (overleden 2012)
- 26 - Kenneth Myers, Amerikaans roeier (overleden 1974)
- 27 - Kenji Miyazawa, Japans schrijver en dichter (overleden 1933)
- 28 - Harry Dénis, Nederlands voetballer (overleden 1971)

### september
- 1 - A.C. Bhaktivedanta Swami Praphupada, stichter van de Hare Krishna-beweging (overleden 1977)
- 4 - Antonin Artaud, Frans toneelschrijver en acteur (overleden 1948)
- 4 - Adolphe Reymond, Zwitsers voetballer (overleden 1976)
- 16 - Dirk Hannema, Nederlands museumdirecteur (overleden 1984)
- 16 - Ernst Maisel, Duits generaal (overleden 1978)
- 21 - Walter Breuning, Amerikaans oudste erkende man ter wereld (overleden 2011)
- 22 - Veno Pilon, Sloveens kunstschilder en fotograaf (overleden 1970)
- 24 - F. Scott Fitzgerald, Amerikaans schrijver (overleden 1940)
- 25 - Sandro Pertini, zevende president van Italië (overleden 1990)
- 25 - Max Tetzner, Nederlands voetballer en schaatser (overleden 1932)
- 26 - Aina Cederblom, Zweeds ontdekkingsreizigster, schrijfster en textielkunstenares (overleden 1986)
- 27 - Jaap Bulder, Nederlands voetballer (overleden 1979)

### oktober
- 7 - Paulino Alcántara, Filipijns voetballer (overleden 1964)
- 10 - Omer Corteyn, Belgisch atleet (overleden 1979)
- 15 - Célestin Freinet, Frans onderwijzer en pedagoog (overleden 1966)
- 21 - Catharina Roodzant, Nederlands schaakster (overleden 1999)
- 28 - Howard Hanson, Amerikaans componist (overleden 1981)
- 28 - Albert Heijnneman, Nederlands atleet en verzetsstrijder (overleden 1944)

### november
- 3 - Albert Mariën, Belgisch liberaal politicus (overleden 1964)
- 4 - Carlos Garcia, president van de Filipijnen (overleden 1971)
- 5 - Henri Arend van Hilten, Nederlands politiefunctionaris (overleden 1967)
- 6 - Wolfgang van Hessen, Duitse prins (overleden 1989)
- 9 - Tom Schreurs, Nederlands bokser en sportjournalist (overleden 1956)
- 13 - Eugenio Perez, Filipijns politicus (overleden 1957)
- 16 - Oswald Mosley, Brits fascistisch politicus (overleden 1980)
- 17 - Lev Vygotski, Russisch filosoof, psycholoog en kunstenaar (overleden 1934)
- 18 - Jan Franken Pzn., Nederlands schilder, tekenaar en boekbandontwerper (overleden 1977)
- 23 - Klement Gottwald, president van Tsjechoslowakije (overleden 1953)
- 23 - Harry Prieste, Amerikaans schoonspringer (overleden 2001)
- 23 - Jan de Roos, Nederlands straatartiest (overleden 1979)
- 25 - Jessie Royce Landis, Amerikaans actrice (overleden 1972)
- 30 - Félix Bédouret, Zwitsers voetballer (overleden 1955)

### december
- 1 - Jaap Knol, Nederlands atleet (overleden 1975)
- 4 - Marie Hamel, Nederlands actrice (overleden 1964)
- 6 - Ira Gershwin, Amerikaans tekstschrijver (overleden 1983)
- 6 - Bernard Rubin, Australisch autocoureur en piloot (overleden 1936)
- 11 - Józef Garbień, Pools voetballer (overleden 1954)
- 14 - Elly Tamminga, Nederlands kunstschilder en ondernemer (overleden 1983)
- 15 - Irineo Miranda, Filipijns cartoonist, kunstschilder en illustrator (overleden 1964)
- 21 - Carl Romme, Nederlands politicus (overleden 1980)
- 23 - Johan Dijkstra, Nederlands kunstenaar (overleden 1978)

## Overleden
januari
- 9 - Guillaume Vogels (60), Belgisch kunstenaar
- 20 - Graciano López Jaena (39), Filipijns revolutionair en nationale held
- 25 - Frederic Leighton (65), Engels kunstschilder en beeldhouwer

februari
- 13 - Johannes Henderik Kramers (72), Nederlands kostschooldirecteur
- 17 - Lars Hætta (62), Noors taalkundige en vertaler

maart
- 29 - August Willem Philip Weitzel (80), Nederlands minister

april
- 14 - Willem Seymour Mulder (76), Nederlands dichter

mei
- 27 - Aleksandr Stoletov (56), Russisch natuurkundige

juni
- 10 - Amelia Dyer (59/60), Brits kindermoordenares
- 25 - Emile Seipgens (58), Nederlands schrijver van korte verhalen en toneelwerk

juli
- 1 - Harriet Beecher Stowe (85), Amerikaans abolitioniste en schrijfster
- 13 - Friedrich Kekulé (66), Duits chemicus

augustus
- 1 - William Grove (85), Engels uitvinder van de brandstofcel
- 10 - Otto Lilienthal (48), Duits (zweef)vliegpionier

september
- 23 - Ivar Aasen (83), Noors taalkundige
- 29 - Johan Gottfried Conradi (76), Noors componist

oktober
- 11 - Anton Bruckner (72), Oostenrijk-Hongaars componist
- 23 - Columbus Delano (87), Amerikaans politicus

november
- 26 - Frederick Broome (54), koloniaal ambtenaar in het Britse Rijk

december
- 10 - Alfred Nobel (63), Zweeds scheikundige en industrieel, insteller en naamgever van de Nobelprijzen
- 25 - Albert Montens d'Oosterwijck (71), Belgisch politicus
- 26 - Emil du Bois-Reymond (78), Duits arts en fysioloog
- 30 - José Rizal (35), Filipijnse nationale held